# 舊佳里
舊佳里，為台灣北部台北市士林區街上次分區中之一里。

## 歷史
舊佳里現今所屬範圍為昔日士林舊街，直到1946年1月時改為士林鎮後，當時即命名為舊佳里，所轄範圍為美崙街、前街以北與福林里為界；雙溪以南與蘭雅里為界；基隆河以東與洲美里為界。且於1974年12月臺北市里行政區域調整，將本里文林路以西之地區，增設新佳里。1990年3月12日臺北市第四期里行政區域調整，將福榮里文林路以東之地區併入本里。

## 里界
目前舊佳里以中正路為界，南鄰福林里、福德里；以雙溪為界，北眺德行里；以文林路為界，西鄰福佳里；以中山北路五段為界，東望福志里。

## 資料
- 人口數：共6201 人 (男性：2954人，女性：3247人) （2020年12月）
- 土地面積：0.1682 (平方公里)
- 人口密度：36,866.8252 (人/km²)
- 性別比：90.98
- 戶數：2503 戶（2020年12月）
- 戶量：2.48 (人/戶)
- 鄰數：22 鄰

## 政治

### 歷任首長[3][4][5]

#### 舊佳里歷屆里長
| 屆次            | 姓名   | 備註 |
| --------------- | ------ | ---- |
| 1（民國35年）   | 吳濟寬 |      |
| 2（民國37年）   | 何定朝 |      |
| 3（民國39年）   | 何定朝 |      |
| 4（民國42年）   | 曹江爐 |      |
| 5（民國44年）   | 何定朝 |      |
| 6（民國47年）   | 曹江爐 |      |
| 7（民國50年）   | 曹江爐 |      |
| 8（民國54年）   | 曹賜榮 |      |
| 19（民國99年）  | 何逸松 |      |
| 20（民國103年） | 何逸松 |      |
| 21（民國107年） | 陳明松 |      |

## 交通

### 公車
里界道路之中正路、文林路和中山北路皆為台北市之主要道路，故有許多公車路線經過。
| 編號               | 路線起迄                           | 經營業者           |
| ------------------ | ---------------------------------- | ------------------ |
| 111                | 新莊－陽明山                       | 三重客運           |
| 203                | 天母－汐止社後                     | 中興巴士、光華巴士 |
| 206                | 天母－中華路                       | 光華巴士           |
| 216                | 新北投－捷運劍潭站                 | 大南汽車           |
| 218                | 新北投－萬華                       | 大南汽車           |
| 223                | 關渡－青年公園                     | 大南汽車           |
| 255                | 雙溪－臺北車站                     | 首都客運           |
| 255區              | 兒童新樂園－雙溪                   | 首都客運           |
| 267                | 天母－捷運大湖公園站               | 光華巴士           |
| 277                | 榮總站－松德站                     | 大都會客運         |
| 279                | 天母－內湖焚化廠                   | 中興巴士           |
| 280                | 天母－公館                         | 中興巴士、光華巴士 |
| 300（原重慶幹線）  | 小南門－故宮博物院                 | 中興巴士           |
| 302                | 關渡宮－萬華                       | 大南汽車           |
| 303                | 大坪尾－捷運劍潭站                 | 首都客運           |
| 303區              | 平等里－捷運劍潭站                 | 首都客運           |
| 304承德            | 永和－故宮                         | 中興巴士           |
| 304重慶            | 永和－故宮                         | 中興巴士           |
| 308                | 淡江大學－捷運劍潭站               | 指南客運           |
| 508                | 泰山公有市場－大同之家             | 三重客運           |
| 508區              | 蘆洲－惇敘高工                     | 三重客運           |
| 536                | 台北海大－大同之家                 | 首都客運           |
| 557                | 東吳大學－天文科學館               | 中興巴士           |
| 606                | 榮總－萬芳社區                     | 大都會客運         |
| 612                | 大同之家－松德站                   | 東南客運           |
| 612區              | 松德站－榮總                       | 東南客運           |
| 616                | 泰山－天母                         | 中興巴士           |
| 620                | 國立科教館－中華科技大學           | 光華巴士、大有巴士 |
| 645                | 捷運石牌站－舊庄                   | 三重客運           |
| 645副              | 捷運石牌站－中華科技大學           | 三重客運           |
| 683                | 後港里－南港高工                   | 大都會客運         |
| 685                | 天母－麟光新村                     | 光華巴士           |
| 815                | 三重－故宮博物院                   | 中興巴士           |
| 864                | 天母-麟光                          | 淡水客運           |
| 902                | 捷運石牌站－麟光新村               | 指南客運           |
| 957                | 淡海新市鎮－捷運劍南路站           | 淡水客運、指南客運 |
| 敦化幹線（原285）  | 榮總－麟光新村                     | 大都會客運         |
| 重慶幹線（原601）  | 天母－東園                         | 大都會客運         |
| 中山幹線（原220）  | 天母－青年公園                     | 中興巴士           |
| 紅12               | 捷運石牌站－天文科學館             | 中興巴士           |
| 紅15               | 社子－天母                         | 中興巴士           |
| 紅19               | 捷運石牌站－天母（直行天母西路）   | 光華巴士           |
| 紅30               | 捷運劍潭站－故宮                   | 中興巴士           |
| 小15               | 捷運劍潭站－擎天崗                 | 首都客運           |
| 小15區             | 捷運劍潭站－菁山遊憩園區           | 首都客運           |
| 小16               | 捷運劍潭站－公館里                 | 首都客運           |
| 小17               | 捷運劍潭站－新安里                 | 首都客運           |
| 小18               | 捷運劍潭站－聖人瀑布               | 首都客運           |
| 小18區             | 捷運劍潭站－故宮                   | 首都客運           |
| 小19               | 捷運劍潭站－平等里                 | 首都客運           |
| 市民小巴1          | 風櫃嘴-捷運芝山站                  | 首都客運           |
| 內科通勤專車13     | 天母－內湖科技園區                 | 大都會客運         |
| 內科通勤專車15     | 天母－內湖科技園區                 | 大南汽車           |
| 內科通勤專車16     | 北投－內湖科技園區                 | 光華巴士           |
| 南軟通勤專車北投線 | 新北投－南港軟體園區               | 大南汽車           |
| 南軟通勤專車天母線 | 天母－南港軟體園區                 | 光華巴士           |
| 三重-內科跳蛙公車  | 麗寶大樓－三重站                   | 中興巴士           |
| 兒樂一號線         | 兒童新樂園－捷運芝山站、捷運士林站 | 中興巴士、光華巴士 |
| 通勤9              | 惇敘高工－蘆洲                     | 三重客運           |

| 編號 | 路線起迄       | 經營業者 |
| ---- | -------------- | -------- |
| 290  | 榮總－大鵬新城 | 欣欣客運 |

#### 公車站
- 文林路
  - 士林（往北）
- 中正路
  - 捷運士林站（中正）（往西）
- 中山北路五段
  - 福林橋（往南）

### 道路
（包含聯外道路、數字編號巷弄和里界道路）
- 文林路
  - 594巷
- 中正路
  - 212巷
    - 1弄
    - 2弄
    - 3弄
    - 4弄
    - 5弄
    - 6弄
    - 7弄
    - 8弄
    - 9弄
    - 10弄

  - 236巷
- 前街
  - 21巷
  - 43巷
    - 8弄

  - 115巷
  - 125巷
  - 136巷
  - 137巷
- 後街
  - 7巷
  - 21巷
    - 46弄
- 美德街
- 福壽街
- 福榮街
- 中山北路五段
  - 699巷
    - 8弄

  - 733巷
  - 751巷
  - 764巷

### 橋樑
- 士林橋（文林路）
- 臺北捷運淡水線高架橋（臺北捷運淡水線）
- 福林橋（中山北路五段）

## 文化、設施與景點
- 舊街文創市集
- 郭元益糕餅博物館
- 神農宮
- 華僑第三新村
- 雙溪河濱公園

## 街上次分區各里疆域沿革
| 民國35年1月 | 民國43年2月 | 民國55年5月 | 民國63年12月 | 民國70年4月                             | 民國79年3月                  |
| ----------- | ----------- | ----------- | ------------ | --------------------------------------- | ---------------------------- |
| 仁化里      | 仁化里      | 仁化里      | 仁化里       | 仁禮里                                  | 仁勇里                       |
| 智勇里      | 智勇里      | 智勇里      | 智勇里       | 智勇里                                  | 仁勇里                       |
| 禮文里      | 禮文里      | 禮文里      | 禮文里       | 併入福文里、 並分別與仁化里、義方里合併 |                              |
| 義方里      | 義方里      | 義方里      | 義方里       | 義信里                                  | 義信里                       |
| 信忠里      | 信忠里      | 信忠里      | 信忠里       | 併入義信里、福文里、仁禮里              |                              |
| 福林里      | 福林里      | 福壽里      | 福壽里       | 福壽里                                  | 福志里                       |
| 福林里      | 福林里      | 福壽里      | 志成里       | 志成里                                  | 福志里                       |
| 福林里      | 福林里      | 福壽里      | 福榮里       | 福榮里                                  | 與新佳里、福祿里合併(福佳里) |
| 福林里      | 福林里      | 福林里      | 福林里       | 福林里                                  | 福林里                       |
| 福林里      | 福德里      | 福德里      | 福文里       | 福文里                                  | 福林里                       |
| 福林里      | 福德里      | 福德里      | 福樹里       | 福樹里                                  | 福德里                       |
| 福林里      | 福德里      | 福德里      | 福德里       | 福德里                                  | 福德里                       |
| 福林里      | 福德里      | 福祿里      | 福祿里       | 福祿里                                  | 與新佳里、福榮里合併(福佳里) |
| 福林里      | 福德里      | 福祿里      | 福貴里       | 併入福榮里、福祿里                      |                              |
| 舊佳里      | 舊佳里      | 舊佳里      | 舊佳里       | 舊佳里                                  | 舊佳里                       |
| 舊佳里      | 舊佳里      | 舊佳里      | 新佳里       | 新佳里                                  | 與福祿里、福榮里合併(福佳里) |